# Pretoriana setosa
Pretoriana setosa är en tvåvingeart som beskrevs av Charles Howard Curran 1938. Pretoriana setosa ingår i släktet Pretoriana och familjen parasitflugor. Inga underarter finns listade i Catalogue of Life.